# Нифантьев, Евгений Олегович
Евге́ний Оле́гович Нифа́нтьев (род. 14 сентября 1978, Москва, РСФСР, СССР) — российский бизнесмен, общественный и политический деятель. Депутат Государственной Думы Российской Федерации VIII созыва с 2021 года. Заместитель председателя комитета Государственной Думы по охране здоровья
Основатель аптечных сетей «Неофарм» и «Столички». Председатель Координационного совета Российской ассоциации аптечных сетей, член Общественной палаты Российской Федерации и Общественной палаты г. Москвы, общественный уполномоченный по вопросам фармацевтики при бизнес-омбудсмене г. Москвы. Входит в ТОП-250 высших отраслевых руководителей России по версии «Коммерсантъ». Сторонник партии «Единая Россия», участник праймериз партии.
Из-за поддержки российско-украинской войны — под санкциями 27 стран ЕС, Великобритании, США, Канады, Швейцарии, Австралии, Японии, Украины, Новой Зеландии.

## Биография
Родился 14 сентября 1978 года в семье врачей-хирургов. Учился в московском лицее № 81. В 2000 году окончил фармацевтический факультет Первого Московского государственного медицинского университета имени И. М. Сеченова. В 2000 году после окончания университета начал развивать аптечное дело.
В период с 2005 по 2006 гг. работал начальником отдела лицензирования, надзора и контроля за медицинской и фармацевтической деятельностью Управления Росздравнадзора по г. Москве и Московской области. В 2006 г. вернулся к предпринимательской деятельности и до 2020 года руководил аптечными сетями «Неофарм» и «Столички».
В 2010 г. был избран членом координационного совета Российской ассоциации аптечных сетей (РААС), в 2015 г. стал председателем координационного совета РААС. В 2019 году принимал участие в выборах в Московскую городскую думу, но проиграл в 11-м округе кандидату от КПРФ Николаю Зубрилину. С 2019 года является членом Общественной палаты Москвы. В 2020 году победил в конкурсе «Лидеры России». Летом 2020 года избран в состав членов Общественной палаты РФ от Общероссийской общественной организации «Деловая Россия».

## Общественная деятельность
Распоряжением Мэра Москвы от 30.09.2019 утвержден членом Общественной палаты города Москвы, входит в состав комиссии по реализации программы «Мой район» и комплексному развитию города, а также в комиссию по здравоохранению, вопросам демографии и социальной политики. Как член Общественной палаты Российской Федерации, является первым заместителем председателя комиссии по развитию экономики, корпоративной социальной ответственности.
Общественный уполномоченный по защите прав предпринимателей в городе Москве по вопросам фармацевтики. В 2013-2020 гг. занимался развитием сети социальных аптек «Столички», которая позиционируется как социальный проект, в частности, по словам самого Нифантьева, является первой аптечной сетью в России запустившей бесплатный сервис для людей с нарушением слуха..

## Политическая деятельность
На выборах в Мосгордуму в 2019 году избирался по избирательному округу № 11 (районы Алтуфьевский, Марфино, Отрадное). Выборы проиграл кандидату от КПРФ.
В 2021 году выдвинул свою кандидатуру на выборах в Госдуму по Орехово-Борисовскому одномандатному избирательному округу № 203 (районы Бирюлёво Восточное, Бирюлёво Западное, Братеево, Зябликово, Орехово-Борисово Северное, Орехово-Борисово Южное, Царицыно). Принял участие в предварительном голосовании партии «Единая Россия», в которых победил.
Во время предвыборной кампании активно поддерживается властями Москвы. Входит в «команду мэра Москвы» Сергея Собянина, возглавляющего на выборах московский список «Единой России». Избран депутатом Госдумы.

### Депутат Госдумы VIII созыва
Член фракции «Единой России». Заместитель председателя комитета Государственной Думы по охране здоровья. На апрель 2022 года выступал 1 раз. Голосовал за признание ДНР и ЛНР. Сторонник вторжения России на Украину. Фигурант санкционных списков ЕС, США, Японии и ряда других стран.

## Благотворительность
В 2018 году Нифантьев инициировал проект «Эстафета добрых дел», в рамках которого организуются волонтерские и благотворительные акции. Проект поддерживает инициативных спортсменов и тренеров при открытии спортивных объектов, школ и покупке инвентаря, сотрудничает с благотворительным фондом «Подари жизнь» (совместная инициатива «Я помогаю») и благотворительным фондом «Старость в радость». Выдвигая свою кандидатуру в государственную думу в 2021 году, Нифантьев заявил об отказе от депутатской зарплаты в пользу москвичей, в случае победы.

## Международные санкции
Из-за поддержки российской агрессии и нарушения территориальной целостности Украины во время российско-украинской войны находится под персональными международными санкциями разных стран.
23 февраля 2022 года внесён в санкционные списки стран Евросоюза за действия и политику, которые подрывают территориальную целостность, суверенитет и независимость Украины и еще больше дестабилизируют Украину.
24 февраля 2022 года включён в санкционный список Канады «близких соратников режима» за голосование о признании независимости «так называемых республик в Донецке и Луганске».
24 марта 2022 года, на фоне вторжения России на Украину, включён в санкционный список США за «соучастие в войне Путина» и «поддержку усилий Кремля по вторжению в Украину», Госдеп США заявил что депутаты Госдумы используют свои полномочия для преследования инакомыслящих и политических оппонентов, нарушают свободу информации, ограничивают права человека и основные свободы граждан России.
По аналогичным основаниям, с 11 марта 2022 года находится под санкциями Великобритании. С 25 февраля 2022 года находится под санкциями Швейцарии. С 26 февраля 2022 года находится под санкциями Австралии. С 12 апреля 2022 года находится под санкциями Японии. Указом президента Украины Владимира Зеленского от 7 сентября 2022 находится под санкциями Украины. С 3 мая 2022 года находится под санкциями Новой Зеландии.

## Собственность и доходы
По состоянию на 2019 год, кроме аптечных сетей «Столички» и «Неофарм» являлся совладельцем 19 юридических лиц. Имел доход в 172,73 млн рублей. Владеет 13 земельными участками, домом (418,1 квадратного метра), квартирой в Москве площадью 101,7 квадратного метра, нежилыми помещениями во Владимирской и Ивановской областях и автомобилями Infiniti 2014 года и Nissan 2010 года.

## Критика
По данным издания znak.com, Нифантьев являлся самым богатым кандидатом в Мосгордуму в августе 2019 года.
Издание «Meduza», со ссылкой на свои источники, сообщает о том, что выдвижение Нифантьева в 2021 году на выборах в Госдуму поддерживает мэрия Москвы, демонстрируя аффилированность политика с муниципальными властями столицы.

## Семья
Женат, многодетный отец, воспитывает троих детей..

## Награды
- Медаль ордена «За заслуги перед Отечеством» II степени (2020) за вклад в организацию работы по предупреждению и предотвращению распространения коронавирусной инфекции.[39]
- Победитель конкурса «Лидеры России» в номинации «Политика».[14]